# Trichomanes parviflorum
Trichomanes parviflorum là một loài dương xỉ trong họ Hymenophyllaceae. Loài này được Poir. mô tả khoa học đầu tiên năm 1808.